# Олд-Форт (Північна Кароліна)
Олд-Форт (англ. Old Fort) — місто (англ. town) в США, в окрузі Макдавелл штату Північна Кароліна. Населення — 811 особа (2020).

## Географія
Олд-Форт розташований за координатами 35°37′49″ пн. ш. 82°10′41″ зх. д. / 35.63028° пн. ш. 82.17806° зх. д. (35.630329, -82.177975).  За даними Бюро перепису населення США в 2010 році місто мало площу 3,18 км², з яких 3,16 км² — суходіл та 0,02 км² — водойми.

## Демографія
Згідно з переписом 2010 року, у місті мешкало 908 осіб у 421 домогосподарстві у складі 254 родин. Густота населення становила 285 осіб/км².  Було 487 помешкань (153/км²).
Расовий склад населення:
| - 83,8 % — білих - 13,5 % — чорних або афроамериканців - 0,3 % — азіатів - 0,1 % — корінних американців |

До двох чи більше рас належало 1,3 %. Частка іспаномовних становила 2,9 % від усіх жителів.
За віковим діапазоном населення розподілялося таким чином: 19,4 % — особи молодші 18 років, 59,6 % — особи у віці 18—64 років, 21,0 % — особи у віці 65 років та старші. Медіана віку мешканця становила 44,1 року. На 100 осіб жіночої статі у місті припадало 90,0 чоловіків;  на 100 жінок у віці від 18 років та старших — 84,4 чоловіків також старших 18 років.
Середній дохід на одне домашнє господарство  становив 39 181 долар США (медіана — 28 750), а середній дохід на одну сім'ю — 45 468 доларів (медіана — 35 625). За межею бідності перебувало 23,6 % осіб, у тому числі 43,8 % дітей у віці до 18 років та 12,1 % осіб у віці 65 років та старших.
Цивільне працевлаштоване населення становило 432 особи. Основні галузі зайнятості: виробництво — 26,4 %, освіта, охорона здоров'я та соціальна допомога — 20,4 %, роздрібна торгівля — 15,0 %, мистецтво, розваги та відпочинок — 13,4 %.